# Dobromiła
Dobromiła – staropolskie imię żeńskie, złożone z członów Dobro- ("dobro, dobra") i -miła ("miła"). Mogło oznaczać "ta, która jest dobra i miła". W źródłach polskich poświadczone w XII wieku (lata 1185 – 1186).
Dobromiła imieniny obchodzi 4 października i 11 października.
Podobne imiona staropolskie: Dobrogniewa, Dobromira, Dobroniega, Dobrosułka, Dobrowieść, Dobrowoja oraz Dobrożyźń.
W 1994 roku imię to nosiło 301 kobiet w Polsce.
Znane osoby o imieniu Dobromiła:
- Dobromiła Kulińska - polityk